# Armix
Armix település Franciaországban, Ain megyében. Lakosainak száma 25 fő (2022. január 1.). Armix La Burbanche, Prémillieu, Rossillon, Virieu-le-Grand és Plateau d'Hauteville községekkel határos.

## Népesség
A település népessége az elmúlt években az alábbi módon változott:
| Lakosok száma | 48   | 28   | 14   | 25   | 21   | 24   | 28   | 27   | 26   | 25   |
|               | 1968 | 1982 | 1990 | 2006 | 2013 | 2015 | 2017 | 2019 | 2020 | 2022 |